# Станишевский, Пётр
Пётр Станише́вский (пол. Piotr Staniszewski МФА:[ˈpjɔtr staˈɲiʂɛfskʲi], род. 4 сентября 1966, Варшава) — польский шахматист, международный мастер (1985).
Трёхкратный бронзовый призёр чемпионата Польши по шахматам (1983, 1984, 1985), неоднократный чемпион и призёр командных чемпионатов страны по шахматам и быстрым шахматам.

## Изменения рейтинга
| Графики недоступны из-за технических проблем. См. информацию на Фабрикаторе и на mediawiki.org. |